# Fissuria boui
Fissuria boui là một loài ốc nước ngọt cỡ nhỏ có mang và nắp, là [[động vật thân mềm chân bụng sống dưới nước]] thuộc họ Hydrobiidae. Đây là loài đặc hữu của Pháp.